# Alebroides luteus
Alebroides luteus är en insektsart som beskrevs av Sohi och Irena Dworakowska 1979. Alebroides luteus ingår i släktet Alebroides och familjen dvärgstritar. Inga underarter finns listade i Catalogue of Life.